# 카롤리네 브라슈 닐센
카롤리네 브라슈 닐센(Caroline Brasch Nielsen, 1993년 6월 21일 ~ )은 덴마크의 모델이다.